# Sedia di Chiavari
La sedia leggera di Chiavari, ( Chiavari chair ) conosciuta anche col nome di "campanino e/o chiavarina", è una sedia in legno, tipica dell'artigianato ligure famosa a livello internazionale per essere la sedia più leggera, robusta ed elegante di sempre, icona del made in Italy nel mondo, la sedia più copiata a livello internazionale che ha inspirato generazioni di artigiani e designer di tutto il mondo, ancora oggi prodotta a Chiavari e venduta a livello internazionale.

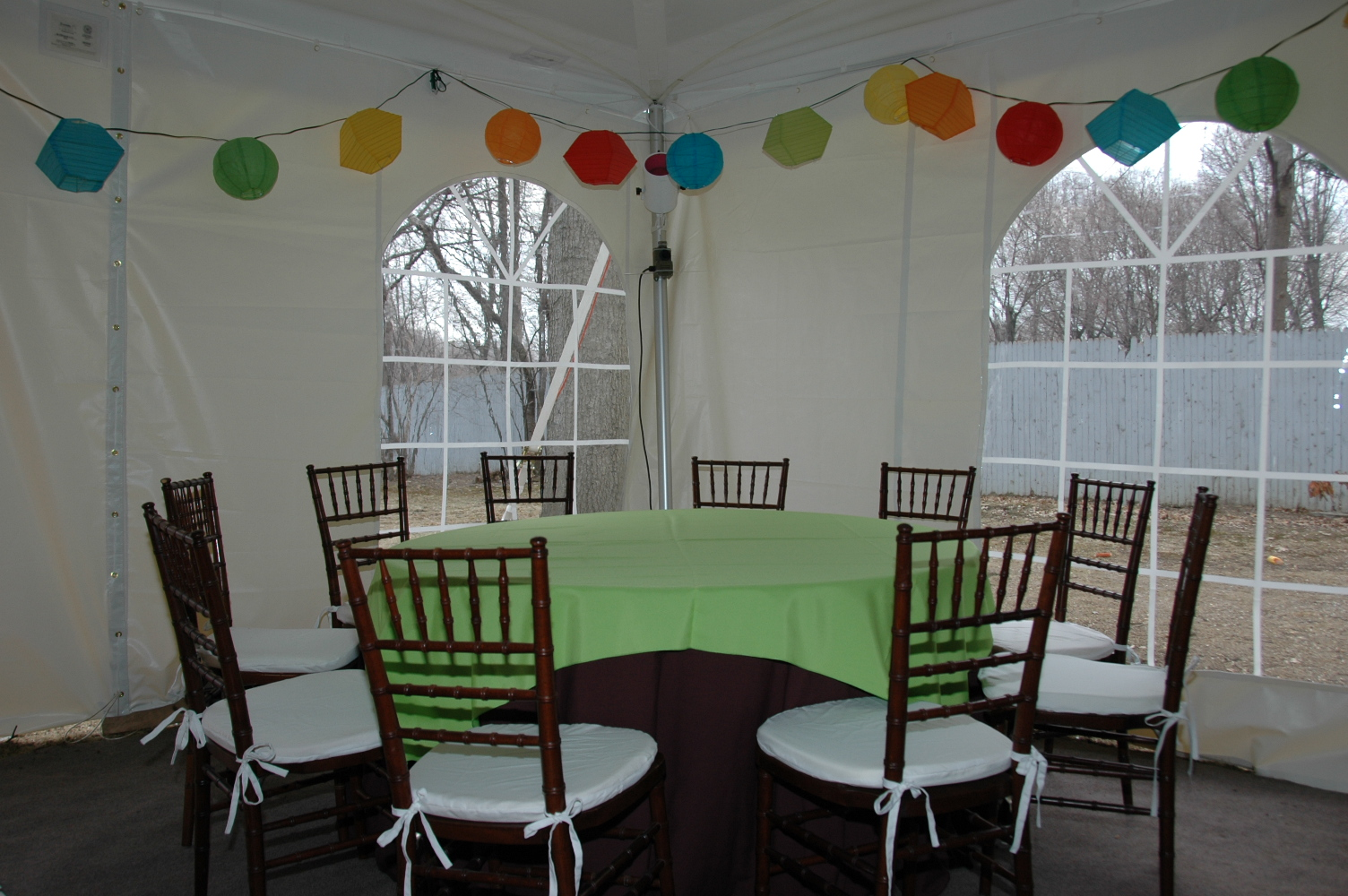
alcune sedie di Chiavari

## Storia
La chiavarina fu creata nel 1807 dall'ebanista di Chiavari Giuseppe Gaetano Descalzi (detto "Campanino" poiché discendeva da una famiglia di campanari), che dietro l'invito dell'allora presidente della Società economica di Chiavari, il marchese Stefano Rivarola, rielaborò alcuni modelli di sedie francesi riconducibili allo stile Impero, semplificandone l'apparato decorativo e riducendo le sezioni degli elementi strutturali. 
La sedia ebbe successo e in breve tempo nacquero moltissime manifatture a Chiavari e nei comuni limitrofi: alla morte di Gaetano Descalzi, avvenuta nel 1855, si contavano circa 600 operai impiegati nel settore. La chiavarina fu apprezzata da Carlo Alberto di Savoia, da Napoleone III e dallo scultore Antonio Canova.
La sua fortuna declinò per l'avvento delle austriache sedie Thonet, prodotte in serie, meno costose, e costituite di pochi elementi facilmente smontabili, e nella seconda metà del XX secolo, per la concorrenza della produzione industriale. Sopravvivono tuttavia alcune botteghe che producono ancora la sedia chiavarina con metodi e materiali tradizionali.
L'architetto e designer Gio Ponti, trasse ispirazione dal sistema strutturale della sedia di Chiavari per la sua sedia Superleggera del 1955 (prod. Cassina).

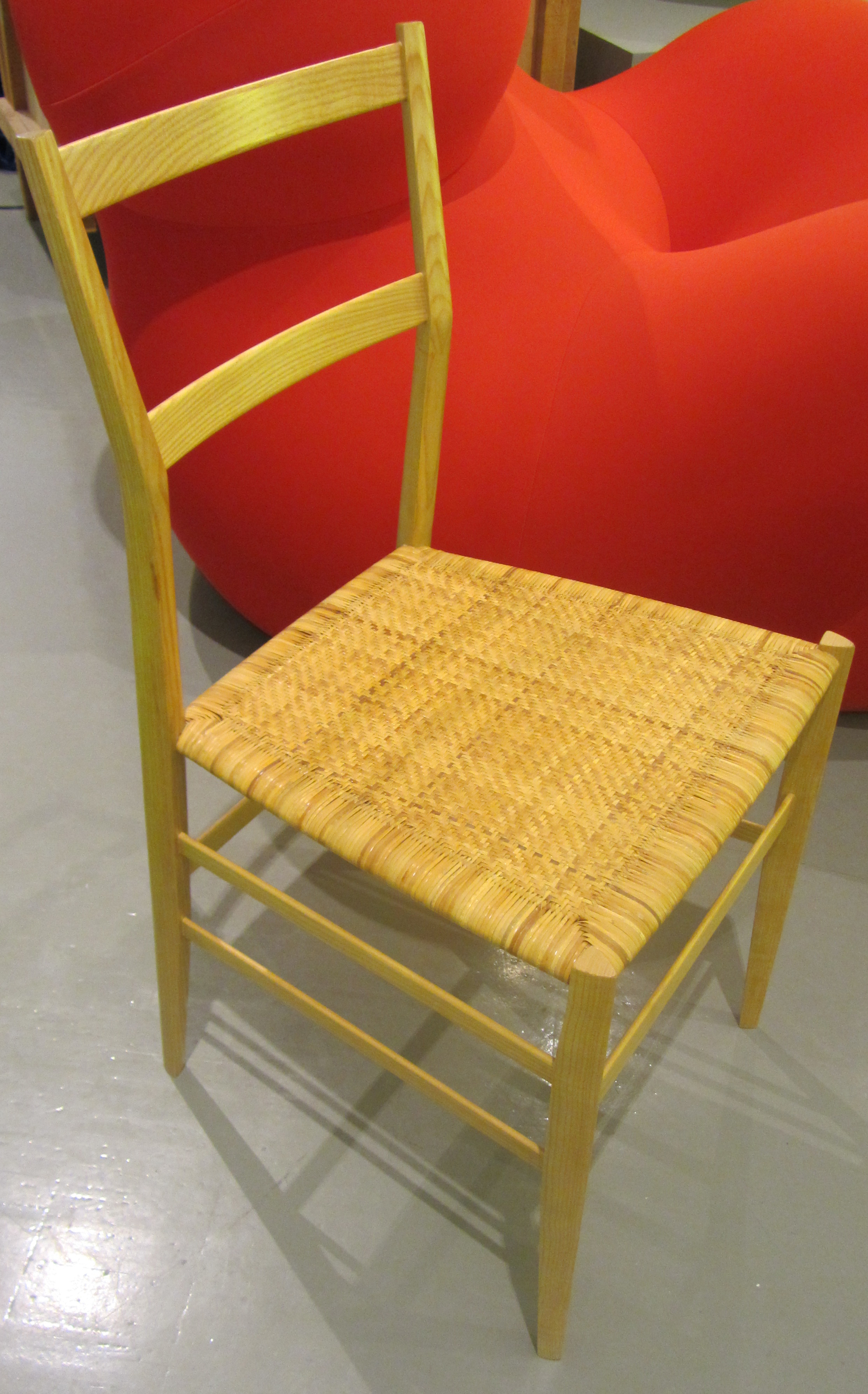
la Superleggera di Giò Ponti, 1957, Cassina.

## Caratteristiche strutturali
La particolare leggerezza è ottenuta attraverso le sezioni strutturali: ciascun componente della sedia è infatti dimensionato in base alle sollecitazioni specifiche a cui è chiamato a rispondere. Il sistema di incastri messo a punto dal "Campanino" concorre alla robustezza della struttura.
I legni utilizzati in origine furono il ciliegio selvatico e l'acero, a cui si aggiunsero il faggio e talvolta il frassino, tutti provenienti dai boschi dell'entroterra.
La seduta era realizzata con sottili strisce di salice palustre, intrecciata a mano in trama e ordito direttamente sul telaio della seggiola e annodata secondo il sistema ideato dallo stesso Descalzi.